# Ramones (album)
Ramones là album phòng thu đầu tay của ban nhạc Ramones, phát hành ngày 23 tháng 4 năm 1976 bởi Sire Records. Sau khi Lisa Robertson từ tờ Hit Parader gặp gỡ ban nhạc tại New York, cô viết một bài báo ca ngợi và đề nghị Danny Fields trở thành quản lý cho ban nhạc. Fields nhận lời và mời Craig Leon sản xuất album đầu tiên cho Ramones, và họ bắt đầu ngay những bản thu thử demo. Giám đốc của Sire là Seymour Stein sau khi nghe những bản thu này đã đề nghị ban nhạc ký hợp đồng thu âm. Ramones tới phòng thu vào tháng 1 năm 1976, và họ chỉ mất đúng 7 ngày với số tiền 6.400 $ để hoàn tất công việc. Họ sử dụng những kỹ thuật thu âm sơ khởi của The Beatles cùng đôi chút cải tiến từ Leon.
Bìa album là bức hình do Roberta Bayley chụp cả bốn thành viên của ban nhạc đứng trước một bức tường tại New York. Hãng đĩa chỉ trả 125 $ cho nhiếp ảnh gia, nhưng đây lại là phần bìa đĩa album được bắt chước nhiều nhất lịch sử. Mặt sau của album là hình một chiếc thắt lưng cùng những dòng phụ chú. Cả hai đĩa đơn trích từ Ramones đều không vào bất cứ bảng xếp hạng nào. Ban nhạc cũng bắt đầu đi tour nhằm tăng doanh số bán đĩa, bao gồm tour diễn vòng quanh nước Mỹ cùng 2 buổi diễn tại Anh.
Ca từ của album xoay quanh các chủ đề bạo lực, ma túy, quan hệ nam nữ và cả Chủ nghĩa phát xít. Ca khúc mở đầu "Blitzkrieg Bop" là một trong những ca khúc nổi tiếng nhất của Ramones. Hầu hết các ca khúc được chơi ở nhịp nhanh với hơn 160 bpm, và độ dài thường ngắn hơn 2 phút rưỡi. "I Don't Wanna Go Down to the Basement" là ca khúc dài nhất album. Album cũng bao gồm ca khúc "Let's Dance", sáng tác bởi Chris Montez.
Ramones cuối cùng có được vị trí số 111 tại Billboard 200 và nhìn chung không đạt được nhiều thành công thương mại cho dù cũng nhận được một số đánh giá tích cực. Các nhận xét sau này đều cho đây là một trong những sản phẩm thu âm quan trọng nhất, tiêu biểu như vị trí số 1 trong danh sách "50 sản phẩm nhạc punk quan trọng nhất" của tạp chí Spin. Ramones là album nhạc punk có ảnh hưởng lớn tại Anh và Mỹ, ngoài ra còn tạo ảnh hưởng tới nhiều thể loại khác như rock, grunge và heavy metal. Năm 2012, album được xếp số 33 trong danh sách "500 album vĩ đại nhất" của tạp chí Rolling Stone và nhận chứng chỉ Vàng từ RIAA vào năm 2014.

## Danh sách ca khúc
| Mặt A | Mặt A                                   | Mặt A                         | Mặt A          | Mặt A      |
| STT   | Nhan đề                                 | Sáng tác                      | Thể hiện       | Thời lượng |
| ----- | --------------------------------------- | ----------------------------- | -------------- | ---------- |
| 1.    | "Blitzkrieg Bop"                        | Tommy Ramone, Dee Dee Ramone  | Leigh          | 2:12       |
| 2.    | "Beat on the Brat"                      | Joey Ramone                   |                | 2:30       |
| 3.    | "Judy Is a Punk"                        | Joey Ramone                   | Leigh, Tommy   | 1:30       |
| 4.    | "I Wanna Be Your Boyfriend"             | Tommy Ramone                  | Leigh, Freeman | 2:24       |
| 5.    | "Chain Saw"                             | Joey Ramone                   | Tommy          | 1:55       |
| 6.    | "Now I Wanna Sniff Some Glue"           | Dee Dee Ramone                |                | 1:34       |
| 7.    | "I Don't Wanna Go Down to the Basement" | Dee Dee Ramone, Johnny Ramone |                | 2:35       |

| Mặt B            | Mặt B                                             | Mặt B                         | Mặt B            | Mặt B      |
| STT              | Nhan đề                                           | Sáng tác                      | Thể hiện         | Thời lượng |
| ---------------- | ------------------------------------------------- | ----------------------------- | ---------------- | ---------- |
| 8.               | "Loudmouth"                                       | Dee Dee Ramone, Johnny Ramone |                  | 2:14       |
| 9.               | "Havana Affair"                                   | Dee Dee Ramone, Johnny Ramone |                  | 2:00       |
| 10.              | "Listen to My Heart"                              | Dee Dee Ramone                |                  | 1:56       |
| 11.              | "53rd & 3rd"                                      | Dee Dee Ramone                |                  | 2:19       |
| 12.              | "Let's Dance" (hát lại sáng tác của Chris Montez) | Jim Lee                       |                  | 1:51       |
| 13.              | "I Don't Wanna Walk Around with You"              | Dee Dee Ramone                | Tommy            | 1:43       |
| 14.              | "Today Your Love, Tomorrow the World"             | Dee Dee Ramone                |                  | 2:09       |
| Tổng thời lượng: | Tổng thời lượng:                                  | Tổng thời lượng:              | Tổng thời lượng: | 29:04      |

2001 CD mở rộng
| STT              | Nhan đề                                                  | Ghi chú | Thời lượng |
| ---------------- | -------------------------------------------------------- | --- | ---------- |
| 15.              | "I Wanna Be Your Boyfriend" (demo)                       | Sản xuất bởi Marty Thau; từng được phát hành trong The Groups Of Wrath: Songs Of The Naked City (1991), thu âm tại 914 Studios | 3:02       |
| 16.              | "Judy Is a Punk" (demo)                                  | Sản xuất bởi Marty Thau; từng được phát hành trong The Groups Of Wrath: Songs Of The Naked City (1991), thu âm tại 914 Studios | 1:36       |
| 17.              | "I Don't Care" (demo)                                    | Sản xuất bởi Tommy; chưa từng được phát hành                                                                                   | 1:55       |
| 18.              | "I Can't Be" (demo)                                      | Sản xuất bởi Tommy; từng được phát hành trong All The Stuff (And More!) Volume 1, Sire #26220                                  | 1:56       |
| 19.              | "Now I Wanna Sniff Some Glue" (demo)                     | Sản xuất bởi Tommy; chưa từng được phát hành                                                                                   | 1:42       |
| 20.              | "I Don't Wanna Be Learned/I Don't Wanna Be Tamed" (demo) | Sản xuất bởi Tommy; từng được phát hành trong All The Stuff (And More!) Volume 1, Sire #26220                                  | 1:05       |
| 21.              | "You Should Never Have Opened That Door" (demo)          | Sản xuất bởi Tommy; chưa từng được phát hành                                                                                   | 1:54       |
| 22.              | "Blitzkrieg Bop" (Ấn bản đĩa đơn)                        | Sản xuất bởi Craig Leon; từng được phát hành kèm đĩa đơn "Blitzkrieg Bop"                                                      | 2:12       |
| Tổng thời lượng: | Tổng thời lượng:                                         | Tổng thời lượng: | 43:06      |

## Thành phần tham gia sản xuất
Theo AllMusic.
Ramones
- Joey Ramone – hát
- Johnny Ramone – guitar
- Dee Dee Ramone – bass, hát nền, hát chính trong"53rd & 3rd"
- Tommy Ramone – trống, hát nền trong "I Don't Wanna Walk Around with You", "Chain Saw" và "Judy Is A Punk", trợ lý sản xuất

Ê-kíp sản xuất
- Craig Leon – sản xuất thu âm, organ trong "Let's Dance"
- Greg Calbi – kỹ thuật viên âm thanh
- Roberta Bayley – nhiếp ảnh gia, thiết kế bìa đĩa
- Don Hunerberg – trợ lý âm thanh
- Rob Freeman – kỹ thuật viên âm thanh
- Arturo Vega – nhiếp ảnh gia, thiết kế bìa sau

## Xếp hạng và chứng chỉ
| Bảng xếp hạng(1976 - 2011) | Vị trí cao nhất |
| -------------------------- | --------------- |
| Italian Albums Chart       | 67              |
| Swedish Albums Chart       | 48              |
| US Billboard 200           | 111             |

| Quốc gia                                                                           | Chứng nhận | Số đơn vị/doanh số chứng nhận |
| ---------------------------------------------------------------------------------- | ---------- | ----------------------------- |
| Anh Quốc (BPI)                                                                     | Bạch kim   | 300.000^                      |
| Hoa Kỳ (RIAA)                                                                      | Vàng       | 500.000^                      |
| * Chứng nhận dựa theo doanh số tiêu thụ. ^ Chứng nhận dựa theo doanh số nhập hàng. |            |                               |

## Phát hành
| Khu vực       | Năm  | Hãng đĩa                    | Định dạng | Catalog     | Nguồn tham khảo |
| ------------- | ---- | --------------------------- | --------- | ----------- | --------------- |
| Toàn thế giới | 1976 | Sire Records                | LP        | SR-6020     | [ 12 ] [ 13 ]   |
| Toàn thế giới | 1996 | WEA                         | CD        | WPCR-1805   | [ 13 ] [ 14 ]   |
| Toàn thế giới | 1999 | WEA                         | CD        | WEA 1805    | [ 13 ] [ 15 ]   |
| Toàn thế giới | 2001 | Rhino                       | CD        | RR-7520     | [ 13 ] [ 16 ]   |
| Toàn thế giới | 2001 | Rhino                       | CS        | RR 74306    | [ 13 ] [ 17 ]   |
| Toàn thế giới | 2004 | Phantom Import Distribution | CD        | 7599274212  | [ 13 ] [ 18 ]   |
| Toàn thế giới | 2005 | Rhino                       | CD        | WPCR75060   | [ 13 ] [ 19 ]   |
| Toàn thế giới | 2006 | Sire                        | CD        | 7599274212  | [ 13 ] [ 20 ]   |
| Anh           | 2006 | Phantom Import Distribution | LP        | EU9103253P  | [ 13 ] [ 21 ]   |
| Toàn thế giới | 2006 | WEA                         | LP        | WEA-24323-5 | [ 13 ] [ 22 ]   |
| Toàn thế giới | 2007 | WEA                         | CD        | WEA-7506-0  | [ 13 ] [ 23 ]   |
| Mỹ            | 2008 | Wrong Records               | CD        | RR-9274-21  | [ 13 ] [ 24 ]   |
| Toàn thế giới | 2010 | Warner                      | CD        | 79796       | [ 13 ] [ 25 ]   |
| Toàn thế giới | 2011 | Rhino                       | LP        | 8122797667  | [ 13 ] [ 26 ]   |
| Toàn thế giới | 2012 | Hi Horse Records            | LP        | HH 75200    | [ 13 ] [ 27 ]   |